# 遠藤光男
遠藤 光男（えんどう みつお、1930年（昭和5年）9月13日 - 2016年（平成28年）5月16日）は、日本の法曹。元最高裁判所裁判官、弁護士。位階は正三位。

## 略歴
1930年（昭和5年）9月13日、東京に生まれる。1952年（昭和27年）に法政大学法学部を卒業し、司法試験に合格する。大在学中は法政大学弁論部に在籍し活動した。1955年（昭和30年）に弁護士登録し、法政大学の講師を兼務する。1981年（昭和56年）、司法研修所民事弁護教官を務め、1984年（昭和59年）に法制審議会委員に就任する。1986年（昭和61年）に東京弁護士会司法修習委員長、1988年（昭和63年）に日弁連司法修習委員長を務める。
1995年（平成7年）2月13日に最高裁判所判事に任命され、2000年（平成12年）9月12日に退官する。法政大学出身の最高裁判事は、小谷勝重に次ぎ２人目である。また、2001年（平成13年）に法律扶助協会会長を務める。
2002年（平成14年）に勲一等瑞宝章を受章。
2016年（平成28年）5月16日、くも膜下出血のため死去。85歳没。叙正三位。

## 主な裁判
日本新党繰上補充事件、愛媛県靖国神社玉串料訴訟、東電OL殺人事件など。

## 参考
- 『日本紳士録 第80版』（ぎょうせい、2007）